# Liam T. Cosgrave
Liam Thomas Cosgrave, Junior (irisch: Liam Tomás Mac Cosgair) (* 30. April 1956) ist ein irischer Politiker der Fine Gael.

## Biografie
Liam Cosgrave stammte aus einer einflussreichen politischen Familie. Sein Großvater William Thomas Cosgrave war zwischen 1922 und 1932 erster Präsident des Exekutivrates und damit de facto Premierminister des Irischen Freistaates. Sein gleichnamiger Vater Liam Cosgrave war Außen- und Verteidigungsminister und von 1973 bis 1977 Premierminister (Taoiseach).
Nach dem Schulbesuch studierte Liam Cosgrave Rechtswissenschaft und war danach als Solicitor tätig.
Seine politische Laufbahn begann Cosgrave 1981, als er als Kandidat der Fine Gael zum Mitglied in den Dáil Éireann gewählt wurde und in diesem bis zu seiner Wahlniederlage 1987 den Wahlkreis Dún Laoghaire vertrat. Danach kandidierte er abermals sowohl 1989 als auch 1992 für den Dáil Éireann, beide Male erfolglos.
1989 wurde Cosgrave in den Seanad Éireann gewählt, und zwar von der Berufsgruppe „Industrie, Handel und Finanzwesen“ (Industrial and Commercial Panel), einer der fünf Berufsgruppen, die zusammen 43 der 60 Mitglieder des Seanad Éireann wählen. Vom 27. November 1996 bis zum 11. September 1997 war er Cathaoirleach, Präsident des Senats. Im Anschluss war er vom 18. September 1997 bis zu seinem Ausscheiden aus dem Senat am 11. September 2002 Vizepräsident des Senats (Leas-Chathaoirleach).
1999 wurde er zum Mitglied des Grafschaftsrates (County Council) von Dun Laoghaire-Rathdown gewählt und gehörte diesem bis 2004 an, während er mit einer weiteren Kandidatur für das Unterhaus bei den Wahlen am 17. Mai 2002 erneut scheiterte.
Zuletzt war Cosgrave in Korruptionsaffären verstrickt und wurde nach einem Schuldeingeständnis am 26. Mai 2006 zu 75 Stunden Sozialarbeit verurteilt. Ein Verfahren wegen undurchsichtiger Grundstücksgeschäfte war im Spätherbst 2010 noch nicht abgeschlossen.